# 함평 이재혁 가옥
함평 이재혁 가옥(咸平 李載爀 家屋)은 대한민국 전라남도 함평군 함평읍 함평리에 있는 건축물이다. 2004년 2월 13일 전라남도의 문화재자료 제250호로 지정되었다.

## 개요
이재혁 가옥은 정성을 들여 잘 지어진 사랑채로 외부재료나 형식으로 보아 근대적 성격을 띤 주거건축이다. 현재 안채는 없어지고 외부공간인 정원과 더불어 사랑채와 문간채만 남아 있다. 상량문에 의한 사랑채의 건립 연대는 1917년으로 확인되었다. 외부재료를 근대적 재료인 유리창으로 마감한 것이 흠이지만, 전통 한옥이 근대화되어 가는 과정에서 나타나는 과도기 단계의 가옥으로서 학술적인 가치가 있고, “ㄱ”자형 사랑채 건립은 이 지역에서 매우 보기 드문 예이다. 그리고 백범 김구 선생 은거(1898년경)와 관련한 장소로서의 의미도 있는 곳이다.
이 가옥은 함평이씨 이동범(李東範, 1869∼1940)이 20세기 초반경에 건립한 것으로 전한다. 이동범의 아들인 이재혁(李載爀, 1893∼1992)이 대를 이어 거주하였는데 이 시기에 일부가 헐리고 현재는 사랑채와 문간채만이 남아 있다. 사랑채 뒤편에 있던 안채는 원래 7칸 겹집이었다고 하는데, 1946년경에, 사랑채 동쪽편에 세워졌던 육모정은 1984년경에 각각 헐렸다고 한다. 안채는 김구의 은거와 관련해 보면 19세기 후반에 건립한 것으로 보인다.
현재 남아 있는 사랑채는 상량(上樑) 장혀에 「정사이월이십오일개기이십팔일안초동일입주(丁巳二月二十五日開基二十八日安礎同日立柱)」라 기록되어 있어 1917년에 지어졌음을 알 수 있고, 문간채는 「세재기사사월이십삼일개기안초동월이십오일무인미시입주상량자좌(歲在己巳四月二十三日開基安礎同月二十五日戊寅未時立柱上樑子坐)」라고 상량(上樑) 장혀에 기록되어 있어 1929년에 건립되었음을 알 수 있다.
본 가옥은 현재 문간채와 사랑채만으로 구성되어 있다. 마을 입구의 골목길 우측에 남향으로 자리하고 있는 문간채를 들어서면 각종 수목과 화초들로 가꾸어진 사랑뜰이 나타나고 그 안쪽에 “ㄱ”자형의 사랑채가 자리하고 있다. 본 가옥에서 특히 주목되는 것은 사랑채 우측의 넓은 터에 연못을 파고 그 중앙에 정자를 건립한 것인데 현재는 아쉽게도 건물은 없어지고 자연석 바른층 쌓기한 기단만이 이전되어 6각형으로 남아 있다.
사랑채는 ㄱ자형 집이다. 평면 구성은 후퇴(後退)를 포함한 2칸 대청을 중심으로 좌측으로는 부엌을 배치하였으며 꺾어진 부분은 우측으로 앞쪽에 1칸 다락을 드리면서 2개의 방을 배열하였다. 가로 칸 전퇴(前退)부분에는 툇마루를 설치하였으며 대청과 부엌 뒷면, 그리고 꺾어진 부분의 앞쪽에는 각각 쪽마루를 시설하였다.
구조로는 화강암 장대석으로 바른층 쌓기한 기단 위에 다듬은 방형(方形) 초석을 놓고 그 위에 19.5cm각(角)의 방주(方柱)를 세웠으며 가구(架構)는 2고주(高柱) 5량가(樑架)이나 대청 중앙부분만은 1고주(高柱) 5량가(樑架)로 되어있다. 도리(道里)는 모두 장혀(長舌)로 받혀진 납도리를 사용하였으며 대청 중앙부분의 종량(宗樑) 위에는 원형(圓形)의 마루대공을, 그리고 방 부분의 대량(大樑) 위로는 사다리꼴형에 대공을 놓아 종도리(宗道里)를 받게 했다.
창호(窓戶)는 대청 전면(前面)에 4짝의 미닫이 유리문을 달았으며 각 방에는 아자살의 미닫이문을 달고 덧문으로 쌍여닫이 띠살문을 설치, 지붕은 한와를 얹힌 합각지붕이며 처마는 겹처마로 되어있다.
문간채는 정면 3칸, 측면 1칸의 팔작집이다. 중앙칸에는 쌍여닫이의 판장문(板長門)을 달아 본 가옥의 출입문으로 이용하였으며 좌측 1칸은 방으로, 그리고 우측 1칸은 광으로 꾸며 사용하였다.
구조 형식은 기단(基壇) 형성없이 다듬은 방형(方形) 초석 위에 방주(方柱)를 세운 3량가(樑架)의 민도리집 구조로 되어있다. 본 건물에서는 정자살과 빗살무늬가 복합적으로 구성되어 방 뒷벽의 창이 특히 눈에 띤다.
김구가 숨어 지냈던 육모정은 1925∼1926년에 현재 국도 23호선(당시 2등도로)가 개설되면서 도로에 편입되었다. 이동범은 도로가 개설되기 1년 전인 1924년에 도로에 편입되는 육모정을 철거 매각하고, 사랑채 옆에 육모정 연못의 돌을 옮겨 새로이 연못를 마련하고 연못 안에 육모정 크기와 똑같은 육각형 몸체에 기와를 얹은 정자를 지어 ‘연정’이라 이름하였으나 지금은 육모 기단만 남아 있다.

## 참고 문헌
- 함평이재혁가옥 - 국가유산청 국가유산포털